# Pavla Aubrechtová
Pavla Aubrechtová (* 21. února 1946 Praha) je česká grafička, malířka a kolážistka.

## Život
V letech 1960–1964 absolvovala Střední odbornou školu výtvarnou a poté studovala na Vysoké škole uměleckoprůmyslové v Praze v ateliéru prof. Františka Muziky (1964–1970). Stejně jako její vrstevníci, kteří ukončili studia na počátku normalizace, neměla možnost živit se volnou tvorbou. Roku 1971 se provdala za Vladimíra Gebauera a oba se odstěhovali do Nového Strašecí.
V následujících dvaceti letech se zabývala převážně užitou grafikou a typografií, např. návrhy obalů gramofonových desek pro Supraphon. Spolu s Vladimírem Gebauerem zdobili mateřské školky nebo vyráběli cedulky pro Stavby dálnic. Její volnou tvorbu znal jen okruh blízkých přátel. Od roku 1983 se účastnila tematických výstav v neoficiální Galerii H v Kostelci nad Černými lesy. Uplatnila zde své typografické zkušenosti a roku 1986 měla možnost samostatně vystavit svá díla v Japonsku.
Po roce 1989 měla větší souborné výstavy v Letohrádku Ostrov (1991), Oblastní galerii v Liberci (1992), Galerii Rozehnal v Praze (2005) a Rabasově galerii (2008). Roku 2007 vystavovala v Německu. V Muzeu Montanelli byla po dobu její společné výstavy s Vladimírem Gebauerem instalována část jejího ateliéru.

### Členství v uměleckých spolcích
- 1990–1993 Výtvarná společnost Kruh
- 1992–1999 Nové sdružení pražských umělců
- 2007– Umělecká beseda

## Dílo
Během studia na VŠUP se zabývala jemnými abstraktními tužkovými kresbami, kterými ilustrovala např. básně Františka Halase. Počátkem 70. let se věnovala grafickým technikám, zejména dřevořezu s krajinářskými a figurálními motivy, které stylizovala a zjednodušovala (Nezabudický mlýn, 1971). Na přelomu 70. a 80. let vytvářela propichováním papíru reliéfní kresby, v nichž se prostupují různé prostorové plány. Některé její grafiky jsou tvořené rytmickými otisky drobných razítek z gumy, kterými vzniká barevná struktura upomínající díla "lyrické abstrakce".
Navazovala na progresivní tendence 60. let a ve volné tvorbě experimentovala s různými technickými postupy. V 80. letech např. nechávala přes šablony osvítit sluncem planografické papíry natřené speciální emulzí. Pracovala také s písmem nebo se starými vzorníky k výšivkám. Používala perokresbu kombinovanou s voskovou emulzí, otisky obarvených hrotů hřebíčků, nebo tečkovanou kresbu tuší a barevnými inkousty. Malovala akvarely, pastely a skládané kresby. Tvoří také monochromní reliéfy a třírozměrné asambláže, vkládá nejrůznější barevné materiály do zkumavek, polepuje laboratorní sklíčka nitěmi a sestavuje různé drobné kompozice jako „krabičky“. Krabičky byly původně jedním ze zadání pro tematickou výstavu v Galerii H, ale Aubrechtová se k tomuto formátu vracela i později a využila ho v menších i větších souborech.
Po své návštěvě Japonska ilustrovala výbor japonských básní z 8.–12. století. Má silný vztah k přírodě a japonské kaligrafii. Její výrazové prostředky jsou omezené na papír a tím úzce s literaturou a poezií souvisejí. Ještě blíže než k lyrice mají její papírové koláže k vizuální, konkrétní či experimentální poezii. Nepracuje se slovy, ale s fragmenty reality a se znaky podobnými písmenům.
Od roku 1981 se zabývá koláží. Pracuje především s různými druhy papíru, ale používá i řadu organických materiálů, např. březovou kůru, přírodní barviva, některé koláže nalepuje z hedvábných nitek. Osobitý autorský rukopis mají zejména křehké koláže z barvených drobných útržků tenkých cigaretových papírů, v nichž uplatňuje smysl pro rytmus a harmonii a vytváří prostorově cítěné novoznaky. Projevuje se v nich racionální uspořádání i hravost. Řada jejích děl má konceptuální charakter a zejména v kolážích hledá princip náhody ukryté v řádu i skryté zákonitosti projevující se uprostřed chaosu.

### Zastoupení ve sbírkách
- Národní galerie v Praze
- Národní muzeum, Praha
- Ministerstvo kultury ČR
- Parlament České republiky
- Art Unidentified, Nishinomiya
- Galerie umění Karlovy Vary
- Oblastní galerie v Liberci
- Galerie und Verlag, Stuttgart
- Stichting Ondeerwijs Kunst Klub, Oostzaan
- Geofyzikální ústav AV ČR, v.v.i., Praha
- Komerční banka, a.s., Praha
- Pražská plynárenská, a.s., Praha

### Výstavy

#### Autorské
- 1979 Pavla Aubrechtová, Kulturní dům Klášterec nad Ohří
- 1986 Pavla Aubrechtová, Gallery Art Space, Nishinomiya
- 1990 Pavla Aubrechtová: Kresby, Divadlo hudby OKS, Olomouc
- 1991 Pavla Aubrechtová: Kresby, ilustrace, objekty, Letohrádek Ostrov
- 1992 Pavla Aubrechtová: Kresby, ilustrace, objekty, Divadlo Labyrint, Praha, Artotéka, Obvodní knihovna v Praze 4, Oblastní galerie v Liberci, Galerie OB, Loket nad Ohří
- 1993 Pavla Aubrechtová: Kresby, Mitsubishi Motors Autosalon, Praha, Výstavní síň Pod věží, Třeboň
- 1994 Pavla Aubrechtová: Koláže, Galerie U Bílého jednorožce, Praha
- 1995 Pavla Aubrechtová, Galerie ve věži, Mělník, Galerie Alfa Omega, Karlovy Vary
- 1996 Pavla Aubrechtová: Koláže, Středoevropská galerie a nakladatelství, Praha, Galerie Jiřího Jílka, Šumperk, Galerie bratří Čapků, Praha
- 1997 Pavla Aubrechtová: Obrazy, Divadlo Orfeus, Praha
- 2002 Pavla Aubrechtová: Koláže, Galerie U Dagmary, Praha
- 2002 Pavla Aubrechtová: Práce na papíře, Obchod s ručním papírem, galerie a písařství, Praha
- 2003 Pavla Aubrechtová: Práce na papíře, Galerie Zadní schodiště a Muzeum Nové Strašecí
- 2003 Pavla Aubrechtová: Obrazy a kresby, Galerie HAMU, Praha
- 2005 Pavla Aubrechtová: Moje malá retrospektiva, Galerie Rozehnal, Praha
- 2006 Pavla Aubrechtová: Koláže a objekty, Geofyzikální ústav AV ČR, Praha, Salon Zdenky Podhajské, Praha
- 2007 Pavla Aubrechtová: Collagen und Assemblagen, Badhaus, Kulmbach
- 2008 Pavla Aubrechtová: Koláže, asambláže, kresby, Rabasova galerie Rakovník
- 2009 Pavla Aubrechtová, Antiquariat - grafika, U mušle svatého Jakuba, Praha
- 2011/2012 Tajemství Pavly Aubrechtové, Kabinet Vladimíra Gebauera, Muzeum Montanelli Praha
- 2015/2016 Pavla Aubrechtová a Vladimír Gebauer: Ohlédnutí, Muzeum Nové Strašecí
- 2017 Pavla Aubrechtová: Koláže a objekty, Galerie FONS firmy STAPRO s.r.o., Pardubice[10]
- 2018 Pavla Aubrechtová a Vladimír Gebauer: Tak blízko, tak daleko, Galerie Makráč, Praha

### Katalogy
- Pavla Aubrechtová: Kresby, text Hůla Jiří, Divadlo hudby OKS, Olomouc 1990
- Pavla Aubrechtová, text Orlíková Brabcová Jana Alexandra, Galerie umění Karlovy Vary 1991
- Pavla Aubrechtová, text Machalický Jiří, Galerie U Bílého jednorožce Praha 1994 (galerie později změnila název)
- Pavla Aubrechtová: Koláže, text Machalický Jiří, Galerie Jiřího Jílka, Šumperk 1996
- Pavla Aubrechtová: Práce na papíře, text Machalický Jiří, Obchod s ručním papírem, galerie a písařství, Praha 2002
- Pavla Aubrechtová: Moje malá retrospektiva, text Machalický Jiří, Galerie Rozehnal, Praha 2005
- Pavla Aubrechtová: Koláže a objekty, text Hůla Jiří, Orlíková Brabcová Jana Alexandra, Geofyzikální ústav AV ČR Praha 2006
- Pavla Aubrechtová, Vladimír Gebauer: spolu, a každý jinak, text Eva Petrová, Jiří Machalický, Galerie Smečky Praha 2009